# Chromonephthea curvata
Chromonephthea curvata is een zachte koraalsoort uit de familie Nephtheidae. De koraalsoort komt uit het geslacht Chromonephthea. Chromonephthea curvata werd in 1911 voor het eerst wetenschappelijk beschreven door Kükenthal. 